# كاروارو
كاروارو هي بلدية في البرازيل، تتبع بيرنامبوكو، بلغ عدد سكانها 402.290  نسمة2024، تبلغ مساحتها 920٫611 كيلومتر مربع، رمزها البريدي هو 55000-000.

## مدن توأم
المدن التوأم:
- ريكيافيك
- بلغراد
- كارانافي.

## أعلام
- إدينيو بايانو
- كليمرسون دي أراوجو سواريز
- بوبا جالو
- دانيلو كليمينتينو
- جوسيل فيريرا دا سيلفا